# پت فلنگن
پت فلنگن (انگلیسی: Pat Flanagan؛ ۲۰ سپتامبر ۱۸۸۹ – ۳۱ اوت ۱۹۱۷) فوتبالیست اهل پادشاهی متحد بریتانیای کبیر و ایرلند بود.
از باشگاه‌هایی که در آن بازی کرده‌است می‌توان به باشگاه فوتبال نوریچ سیتی، باشگاه فوتبال آرسنال، و باشگاه فوتبال فولام اشاره کرد.